# پیوریا (اوهایو)

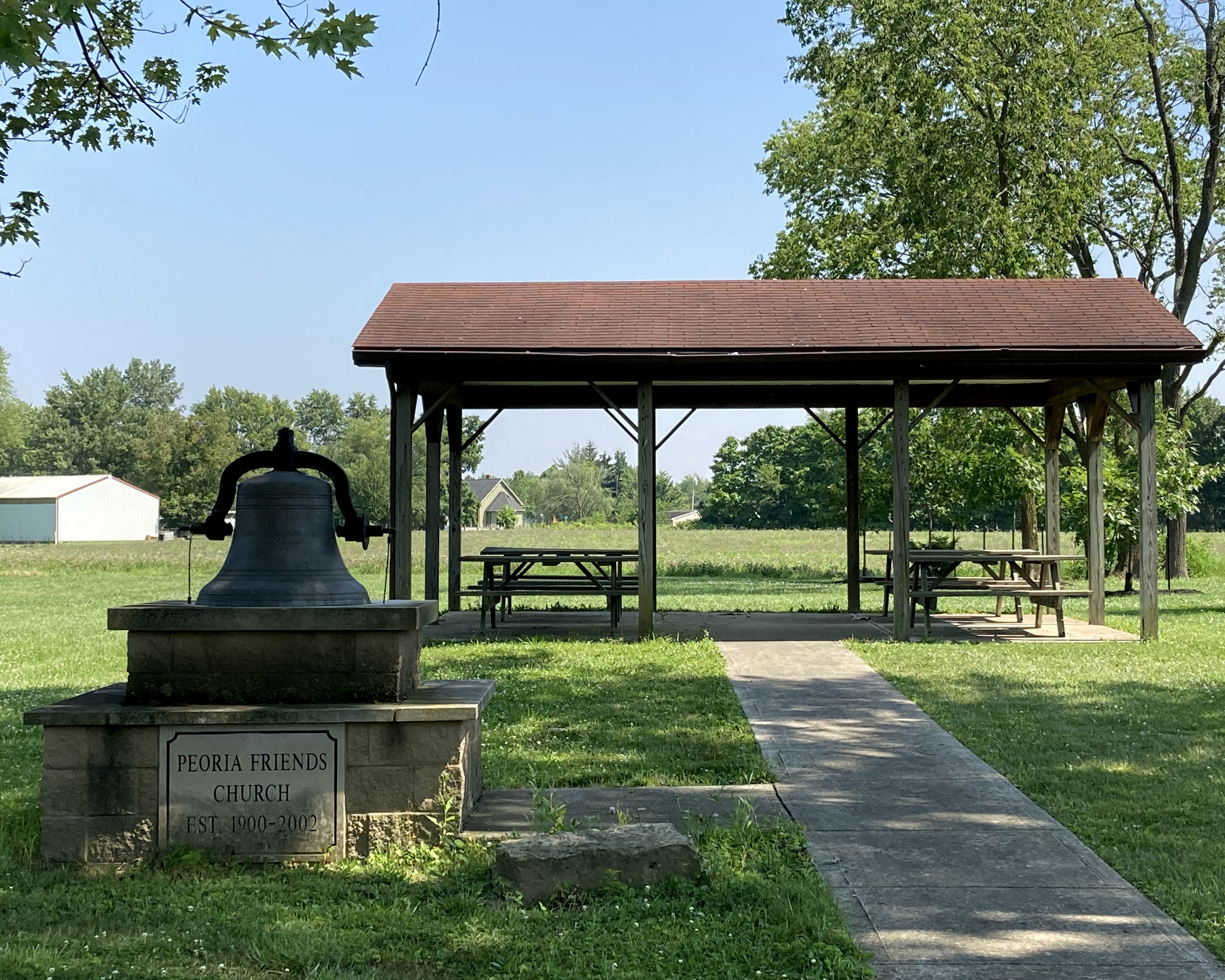
پیوریا، اوهایو

پیوریا (به انگلیسی: Peoria) یک منطقهٔ مسکونی در ایالات متحده آمریکا است که در شهرستان یونیون، اوهایو واقع شده‌است. پیوریا ۳۱۴ متر بالاتر از سطح دریا واقع شده‌است.